# 大川村 (岐阜県)
大川村（おおかわむら）は、かつて岐阜県恵那郡に存在した村。
現在の瑞浪市陶町大川に該当する。

## 大字・字
- 大字:無し
- 字:乱曾、道下、上辻、上の洞、入ケ洞、釜の洞、東釜、藤塚、十三塚

## 歴史
- 平安時代は遠山荘の淡気郷の一部。
- 戦国時代は小里氏の領地。
- 江戸時代当初は旗本・小里氏の領地であったが、元和9年（1623年）小里氏の断絶により幕府領となる。
- 1889年（明治22年）7月1日 - 町村制により大川村が発足。
- 1897年（明治30年）4月1日 - 猿爪村、水上村と合併し、陶村が発足。同日大川村は廃止。